# Guarani Esporte Clube (Ceará)
O Guarani Esporte Clube, conhecido como Guarani de Juazeiro, é um clube de futebol brasileiro de Juazeiro do Norte, no estado do Ceará, fundado em 10 de abril de 1941.
Seu uniforme é composto por camisa com listras horizontais pretas e vermelhas, calção preto e meias listradas de preto e vermelho. Seu mascote é o Leão do Mercado.
Seu estádio, a Arena Romeirão, tem capacidade para 17 230 pessoas. Seu maior rival é o Icasa, com quem disputa o Clássico do Cariri. Outro grande rival é o Crato.

## História

### Década de 1970: As primeiras participações no Campeonato Cearense
Em 1973 disputa o primeiro Campeonato Cearense de sua história ficando em sexto lugar no total de 11 equipes. No ano seguinte conquista o Torneio Santos Dumont, torneio promovido pela FCF.
Em 1979 fica em quarto lugar no estadual, ficando atrás só dos grandes da Capital, Ferroviário, Fortaleza e Ceará.

### 2011: O Vice-Campeonato Estadual
O Leão do Mercado, no ano de 2011, realizou a melhor campanha do clube em todos os tempos no estadual, conseguindo o vice-campeonato. Chegou a semifinal do primeiro turno, onde foi eliminado pelo Fortaleza.
No segundo turno, a equipe chega a final, enfrentando o Ceará perdendo a final do returno. E como o Ceará havia ganhado o 1º turno, o estadual de 2011 terminou nesse dia, e já que o Guarani de Juazeiro possuía a segunda melhor pontuação, se consagrou vice-campeão cearense, pela primeira vez na história.

### Primeira competição nacional
O Guarani teve a melhor colocação, fora dos clubes que já estão em competições nacionais, no Campeonato Cearense de 2011, portanto jogou a Série D em 2011. No entanto, o desempenho do clube ficou muito abaixo. Acabou sendo eliminado na primeira fase como lanterna do Grupo A6, com apenas 3 pontos conquistados em 6 jogos, sendo 3 empates e 3 derrotas.

### Copa Fares Lopes 2012[3]
Em Setembro de 2012, foi campeão pela primeira vez da taça Fares Lopes, empatando com o Horizonte fora de casa e levando o 2º jogo da final para o estádio Mauro Sampaio (Romeirão), onde goleou a equipe do Horizonte por 4x0.

### Bicampeonato da Copa Fares Lopes
Em Outubro de 2016, o Guarani se sagrou campeão da Copa Fares Lopes pela segunda vez, novamente sobre o Horizonte, vencendo no Romeirão por 2 a 1 e empatando por 1 a 1 fora de casa, Com o título, garantiu vaga para a Copa do Brasil de 2017.

### Copa do Brasil de 2017
Como campeão da Fares Lopes do ano anterior, o time de Juazeiro chegou até a segunda fase da Copa do Brasil, eliminando o Náutico na primeira fase e caindo para o Sampaio Corrêa na fase seguinte, após derrota por 2 a 0.

### Rebaixamento para a Série C[6]
Em Novembro de 2020, o Guarani amargou o último lugar da Série B e foi rebaixada para a Série C Cearense, perdendo para o Iguatu por 1 a 0.

### Acesso de volta à Série B e título estadual
Em 2 de Dezembro de 2021, se sagrou campeão da Série C cearense após vencer o estreante Pague Menos nos pênaltis após empate em 0 a 0 no tempo normal no estádio Moraisão, em Maranguape. Apesar do inédito título, já havia garantido o acesso antecipado à série B estadual após vencer o Campo Grande, também de Juazeiro do Norte, nas duas partidas da semifinal.

## Ídolos
Os grandes ídolos do Guarani Esporte Clube são Geraldino Saravá e Manoel Silva.
Geraldino Saravá foi um atacante que fez história no Rubro-Negro do Cariri. Manoel Silva atuou por 17 anos no Leão do Mercado, onde  como jogador e técnico, sendo um dos maiores artilheiros da história do clube e o único a marcar um gol de placa. No Estádio Mirandão fez 10 gols em uma única partida, contra o Independência do Crato. Além do Guarani, Manoel Silva atuou também por Santa Cruz e Icasa.
Jerson jogou pelo clube do Guarani de Juazeiro em 2011 onde o foi vice campeão cearense da serie A pela primeira vez na historia do Clube onde fez parte de um dos melhores elencos da historia do Clube

## Símbolos

### Uniformes
As cores do uniforme do Guarani são o vermelho e o preto. O  1º uniforme, é a tradicional camisa listrada horizontalmente em vermelho e preto, com short branco e meiões vermelhos. O 2º uniforme é composto por uma camisa branca com detalhes em vermelho e preto, short e meiões pretos.

### Mascote
O Mascote do Guarani é o Leão, que representa a força e a raça da equipe da Região do Cariri, chamado pela torcida de Leão do Mercado por ter sido fundado por comerciantes do Mercado Central de Juazeiro do Norte.

### Hino
O hino oficial do Guarani é de autoria de Luís Fidélis, que compôs a letra e a música.

### Torcida
O Guarani tem como sua principal torcida organizada a Força Jovem Leonina (FJL). Além da FJL, também fazem parte das organizadas do leão do Mercado: Guaraloucos, Garras do Leão e Torcida Jovem do leão do Mercado.

## Títulos
| ESTADUAIS  | ESTADUAIS                                  | ESTADUAIS | ESTADUAIS                                       |
|            | Competição                                 | Títulos   | Temporadas                                      |
|            | Copa Fares Lopes                           | 2         | 2012 e 2016                                     |
| ---------- | ------------------------------------------ | --------- | ----------------------------------------------- |
|            | Campeonato Cearense - Série B              | 3         | 2004, 2006 e 2022                               |
|            | Campeonato Cearense - Série C              | 1         | 2021                                            |
|            | Taça Padre Cícero (Campeonato do Interior) | 3         | 2011, 2016 e 2017                               |
| MUNICIPAIS |                                            |           |                                                 |
|            | Competição                                 | Títulos   | Temporadas                                      |
|            | Campeonato Juazeirense                     | 8         | 1941, 1942, 1943, 1960, 1961, 1962, 1964 e 1980 |

 Campeão invicto

### Outras Conquistas
- Campeão do Torneio Santos Dumont (Torneio promovido pela FCF): 1974
- Campeão da Copa Mauriti (Torneio não oficial realizado na cidade de Mauriti) : 2017[10]

### Campanhas de Destaque
- Vice-campeão do Campeonato Cearense: 2011
- Vice-campeão da Taça Cidade de Fortaleza (Segundo Turno do Campeonato Cearense) : 2011
- 4º Colocado do Campeonato Cearense: 1979
- 5ª Colocado do Campeonato Cearense: 1992
- Vice-campeão da Copa Fares Lopes: 2011 e 2015
- 4º Colocado do Campeonato Cearense: 2015 e 2017
- 3º Colocado do Campeonato Cearense: 2016

## Estatísticas

### Participações
|  | Participações em 2025 |

| Competição | Competição          | Temporadas | Melhor campanha       | Estreia | Última | P | R |
| Ceará      | Campeonato Cearense | 38         | Vice-campeão (2011)   | 1973    | 2023   |   | 6 |
| Ceará      | Série B             | 11         | Campeão (3 vezes)     | 2000    | 2025   | 4 | 1 |
| Ceará      | Série C             | 1          | Campeão (2021)        | 2021    | 2021   | 1 |   |
| Ceará      | Copa Fares Lopes    | 9          | Campeão (2012 e 2016) | 2010    | 2023   |   |   |
| Brasil     | Série D             | 5          | 22º colocado (2011)   | 2011    | 2018   | – |   |
| Brasil     | Copa do Brasil      | 2          | 2ª fase (2017)        | 2013    | 2017   |   |   |

* - Excluído da competição no ano 1998, ano seguinte foi suspenso e não pôde participar.

## Ranking

### Ranking da CBF
Ranking da CBF atualizado em dezembro de 2015
- Posição: 116º
- Pontuação: 382 Pontos[11]

Ranking criado pela Confederação Brasileira de Futebol para pontuar todos os clubes do Brasil.

### Ranking estadual
- Posição no Ceará: 5º